# Miejska Szkoła Realna w Poznaniu

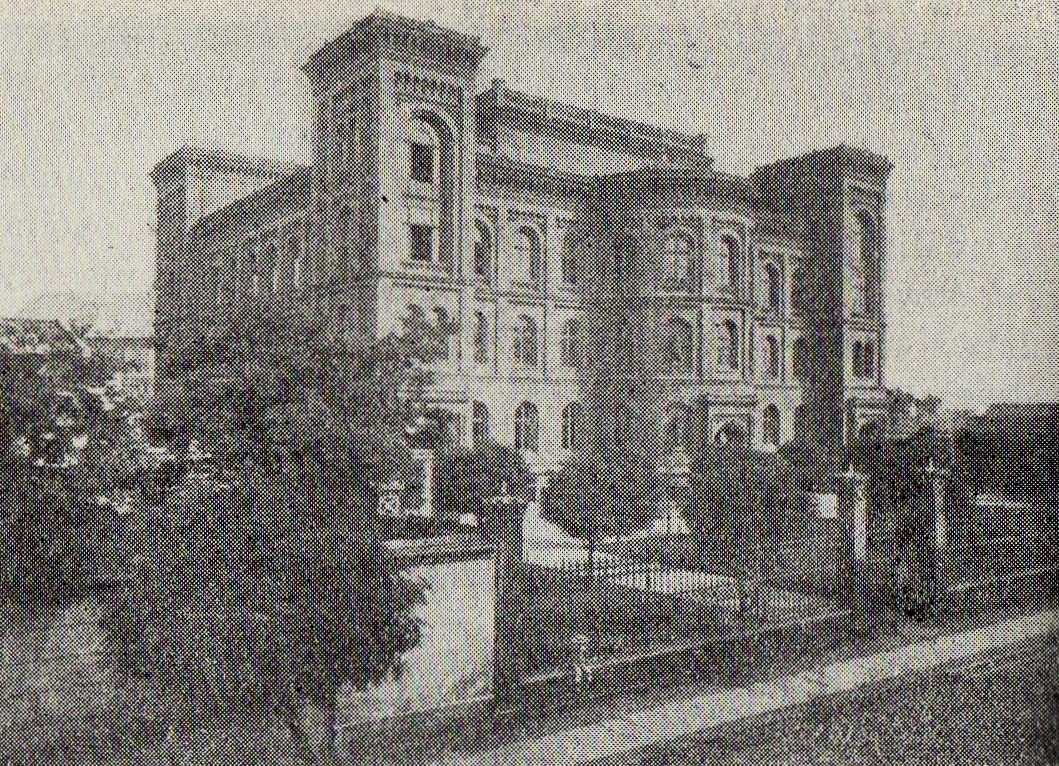
Budynek w 1911

Miejska Szkoła Realna – poznańska szkoła, otwarta w 12 października 1853.

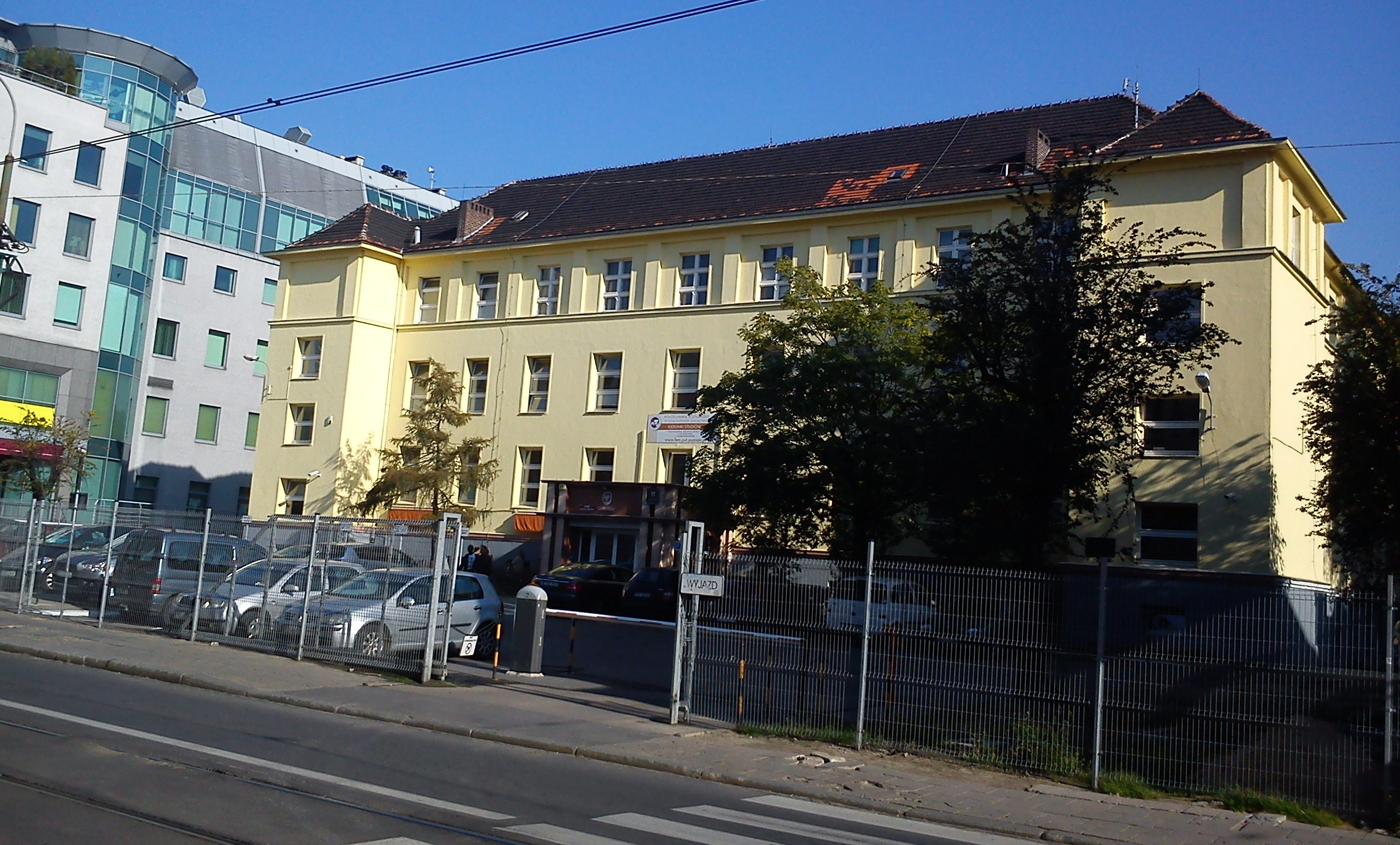
Widok od ul. Strzeleckiej

## Historia
Początkowo mieściła się w dość trudnych warunkach lokalowych przy ul. Wrocławskiej, w kamienicy wynajmowanej przez miasto. W latach 1861–1865 powstał nowy, okazały gmach przy ul. Strzeleckiej, ufundowany przez Gotthilfa Bergera – niemieckiego filantropa, posła i radnego, z zastrzeżeniem, aby przyjmowano doń uczniów każdego wyznania i każdej narodowości, bez jakiejkolwiek różnicy. Berger wyłożył na ten cel 50 tysięcy talarów. Ideę Bergera wspierał Hipolit Cegielski. Oprócz klas niemieckich utworzono cztery niższe klasy polskie, a w wyższych młodzież pobierała część nauki w języku polskim. Połowa personelu pedagogicznego była pochodzenia polskiego, a należeli doń m.in. Marceli Motty, Brunon Józef Szafarkiewicz, czy Antoni Małecki. Do dyspozycji uczniów oddano pierwszą w Poznaniu salę gimnastyczną, kilkadziesiąt sal lekcyjnych i trzy laboratoria. Tuż przed śmiercią w 1874, Berger zapisał miastu kolejne 150 tysięcy talarów. Z tych pieniędzy stworzono między innymi przytułek dla starców na Wildzie. 
Gmach zaprojektował Gustav Schultz na planie litery U, w formach rundbogenstilu. Obiekt zbudowano z czerwonej i glazurowanej cegły. Wykorzystano wiele nowin technicznych, m.in. żelazne belki stropowe, żeliwne klatki schodowe i zaprawy cementowe. Gmach uległ wypaleniu w 1945 i został odbudowany w całkowicie uproszczonej formie, nieprzypominającej pierwowzoru. Obecnie należy do Politechniki Poznańskiej.